# Lisip d'Esparta
Lisip d'Esparta (grec antic: Λύσιππος, Lýsippos) va ser un militar espartà.
Agis II, rei d'Esparta, el va nomenar governador d'Epitàlion, a Elis, quan el rei va retornar a Esparta després de la campanya a l'Èlida l'any 400 aC. Durant l'estiu i la tardor d'aquell any, Lisip va fer contínues devastacions als territoris de l'Èlida. L'any següent, el 399 aC, Elis va demanar la pau, segons que narren Xenofont, Diodor de Sicília i Pausànias.